# Fairline

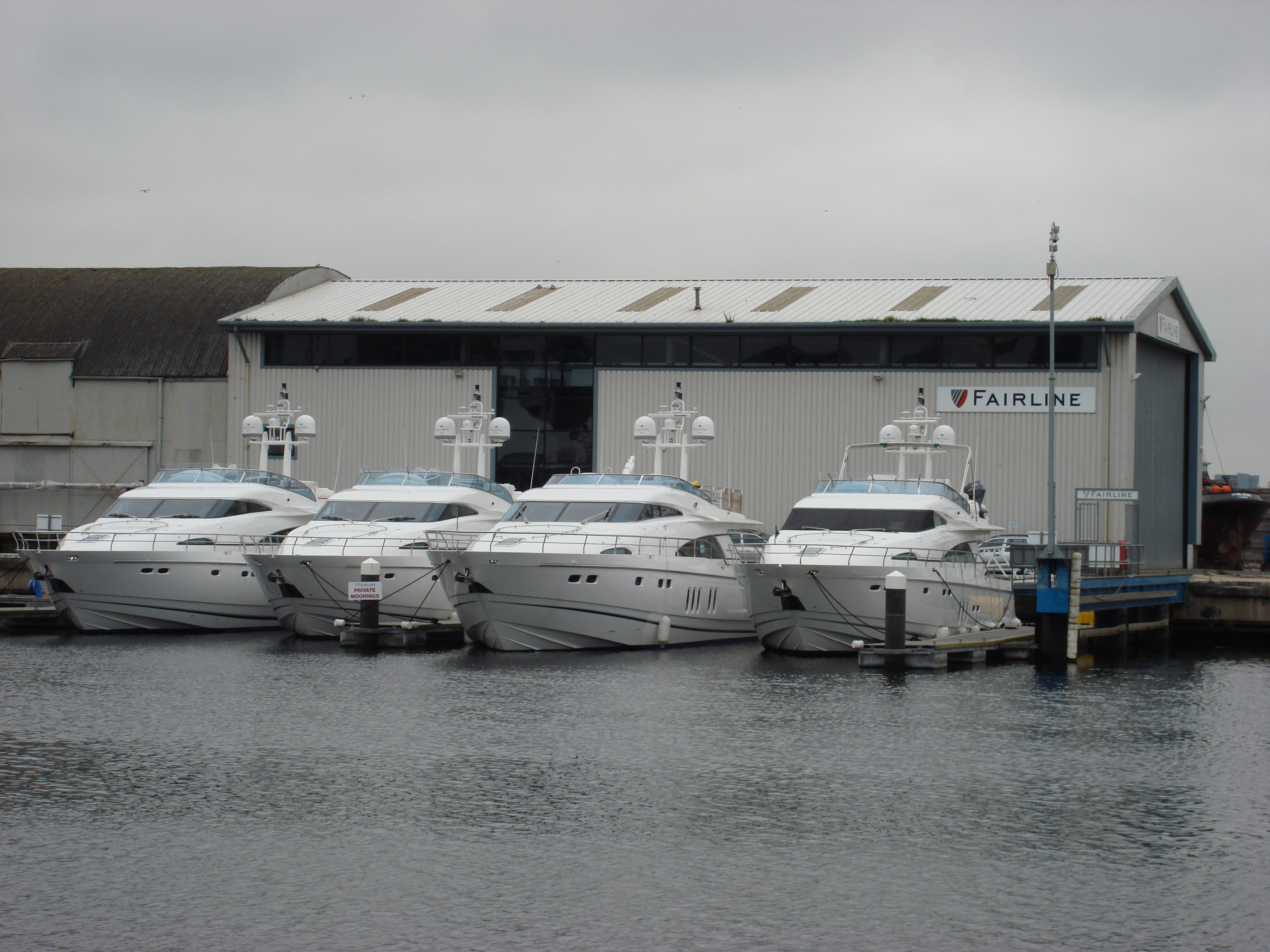
Fairline-Testzentrum in Ipswich

Fairline Boats Ltd. ist ein britischer Schiffbauer mit Sitz in Oundle am Nene in der Unitary Authority North Northamptonshire. Jährlich werden rund 300 Motoryachten sowohl in Oundle als auch in Corby gebaut und weltweit vertrieben.

## Geschichte
Das Unternehmen wurde 1963 durch Jack Newington gegründet. Dieser hatte am Nene eine ehemalige Kiesgrube gekauft, wo er das Firmengelände errichtete. Fünf Jahre später, 1967, konnte Newington sein erstes Boot präsentieren. Es handelte sich um einen handgefertigten 19-Fuß-Flusskreuzer.
Bereits 1971 übernahm sein Sohn, Sam Newington, die Unternehmensleitung. Unter seiner Führung baute man einen weltweiten Vertrieb auf und konnte zudem erstmals Gewinn machen. Bis 1979 war die Zahl der Mitarbeiter auf 140 angewachsen. Der Umsatz im gleichen Jahr lag bei 5 Mio. Pfund Sterling.
2002 wurde das zehntausendste Boot des Unternehmens gefertigt. Am 31. Mai 2005 folgte ein Management-Buyout, durch das man sich aus der Renwick Group löste. Es kostete 59,17 Millionen Euro. Im Jahre 2006 wurde Fairline durch den Londoner Finanzinvestor 3i übernommen.

## Produkte

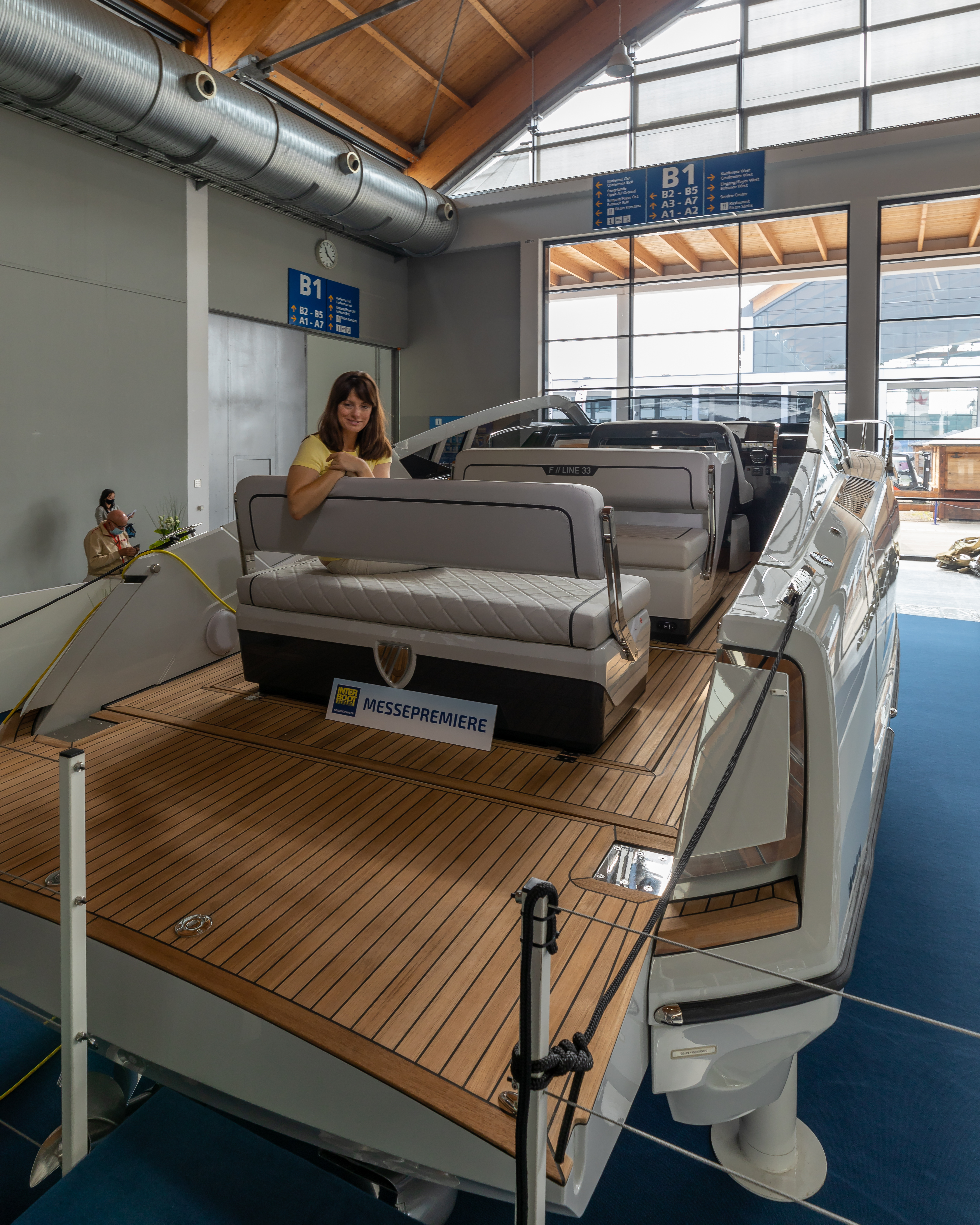
Deck der Fairline 33 auf der Interboot 2020

- 1974 begann man mit der Produktion der Phantom-Serie. Die erste Yacht war 32 Fuß lang. Die Yachten werden heute in den Versionen Phantom 50, Phantom 48 und Phantom 40 gebaut.
- Die Targa-Serie wird seit 1985 hergestellt. Derzeit werden neun verschiedene Versionen angeboten.
- Im Jahre 1991 stellte man die Squadron-Reihe vor. Sie sind die größten Yachten, die Fairline baut. Die längste Version bemisst 78 Fuß.